# 艾森巴赫河
50°50′5.80″N 7°59′1.40″E / 50.8349444°N 7.9837222°E
艾森巴赫河（德語：Eisernbach），是德國的河流，位於該國西部，流經北萊茵-威斯特法倫州，屬於錫格河的左支流，河道全長13.4公里，流域面積25平方公里。